# Котрікадзе Катерина Бесікіївна
Катерина Бесікіївна Котрікадзе (23 березня 1984 , Тбілісі ) — російська та грузинська журналістка та медіа-менеджер. З 2012 по 2020 року очолювала інформаційну службу телеканалу «RTVi», з вересня 2020 року була ведучою телеканалу «Дождь». Після початку російсько-української війни, у березні 2022 року телеканал «Дождь» був закритий роскомнадзором, а Катерина Котрікадзе разом із чоловіком Тихоном Дзядко, який також працював на цьому телеканалі, емігрувала з Росії з питань особистої безпеки.

## Біографія
Народилася 23 березня 1984 року в Тбілісі, де закінчила середню школу. Вищу освіту отримала на факультеті журналістики московського державного університету імені М. В. Ломоносова, закінчивши його з відзнакою у 2005 році .
У 1999 році відбулася серія вибухів житлових будинків у Росії. Після вибуху у Москві загинула її мама, квартира якої знаходилася в епіцентрі теракту.
Перше місце роботи — програма «Небезпечна зона», на телеканалі «ТВЦ» (2003 — 2005). З 2006 року почала працювати репортером на телеканалі «Аланія», в Грузії. У 2008 році стала кореспондентом телеканалу «RTVi» в Грузії, а у 2009 році почала співпрацю з радіостанцією «Ехо Москви».
У жовтні 2009 року була серед засновників нового російськомовного телеканалу в Грузії — «Перший інформаційний кавказький», очоливши інформаційну службу. У 2011 році отримала посаду генерального директора, а у 2012 році — головного редактора інформаційної служби.
Після закриття у 2012 році телеканалу «ПІК», отримала пропозицію від «RTVi» очолити інформаційну службу та формувати редакційну політику телеканалу. У 2016 році, після приходу Олексія Пивоварова на посаду генерального директора та головного редактора, отримала посаду заступника головного редактора.
У лютому 2018 року звинуватила депутата Державної думи від партії ЛДПР Леоніда Слуцького у сексуальних домаганнях.
У квітні 2019 року отримала запрошення стати спікером на тему безпеки журналісток на міжнародному фестивалі в італійському місті Перуджа.
У червні 2020 року пішла у декрет, а пізніше залишила телеканал «RTVi».
З вересня 2020 року ведуча телеканалу «Дождь». Після початку російсько-української війни, у березні 2022 року телеканал «Дождь» був закритий роскомнадзором, а Катерина Котрікадзе разом із чоловіком Тихоном Дзяко, який також працював на цьому телеканалі, емігрувала з Росії через отримані погрози.

## Особисте життя
- Перший чоловік — Єгор Куроптєв.
- Другий чоловік — медіаменеджер Олексій Зюнькін, спільний син Давид.
- Третій чоловік — журналіст Тихон Дзяко (з вересня 2019), спільний син Михайло (20 червня 2020)[19].